# 澳洲聖母大學

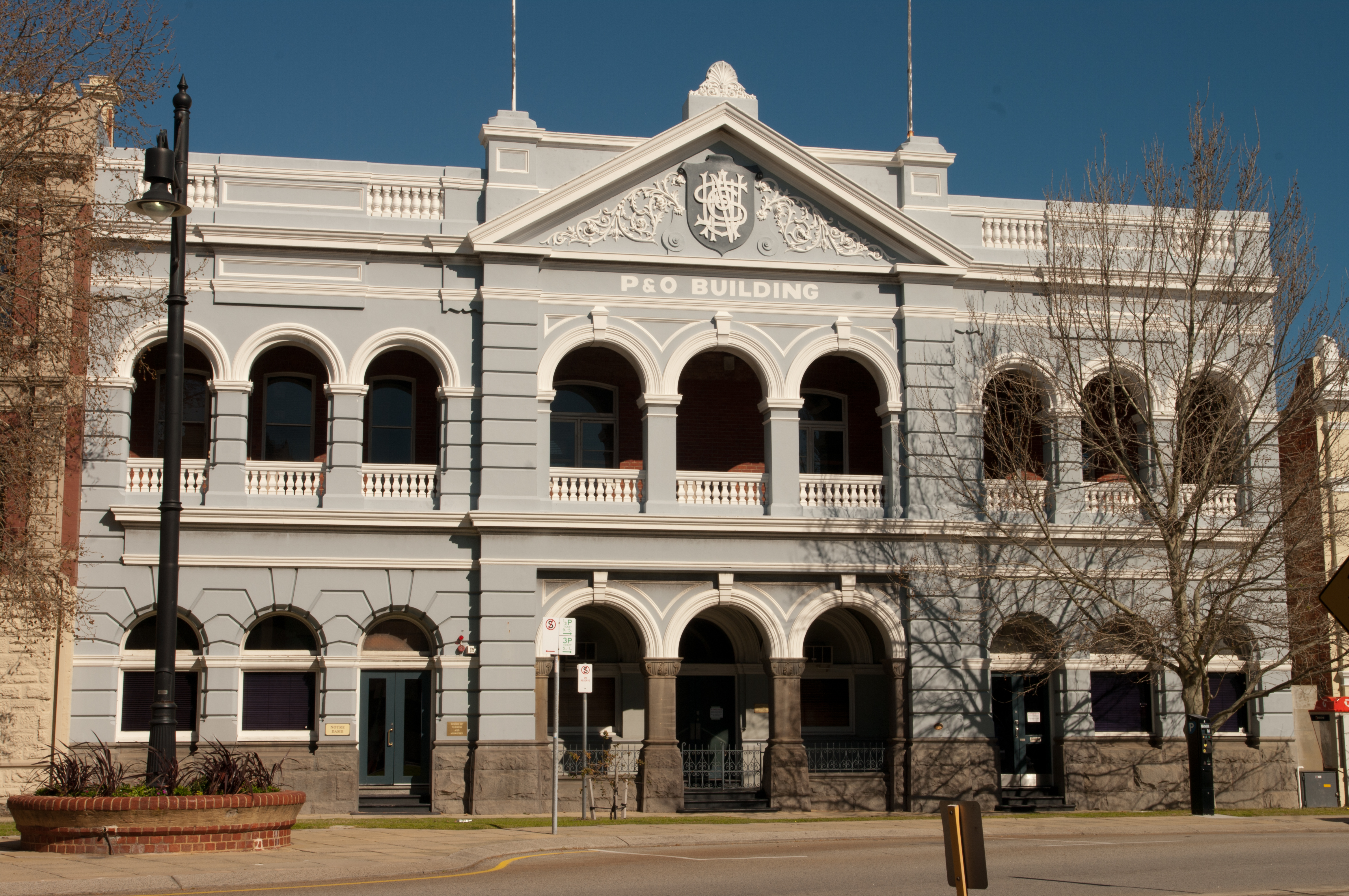

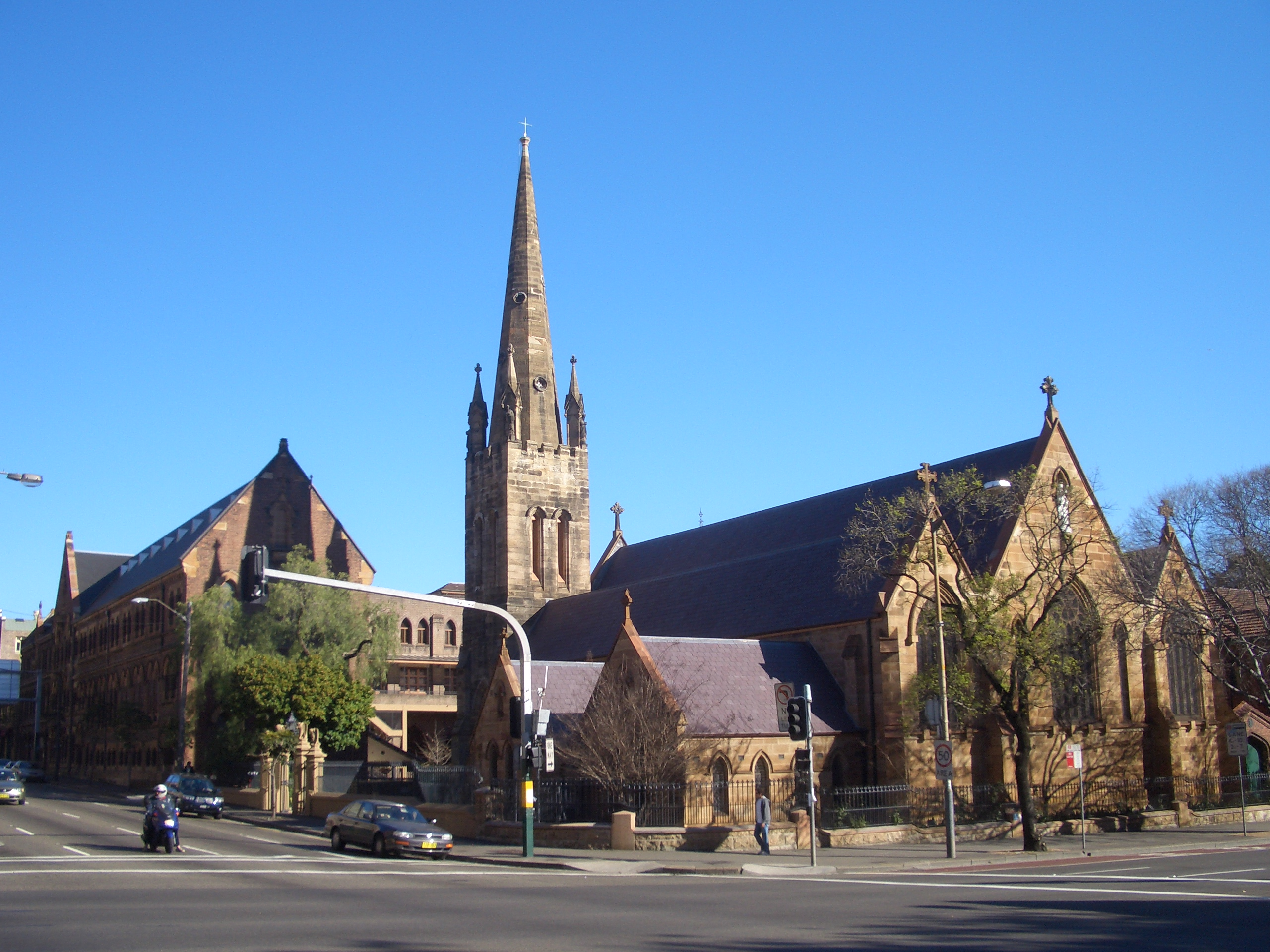
聖本尼迪克特斯教堂和聖母大學

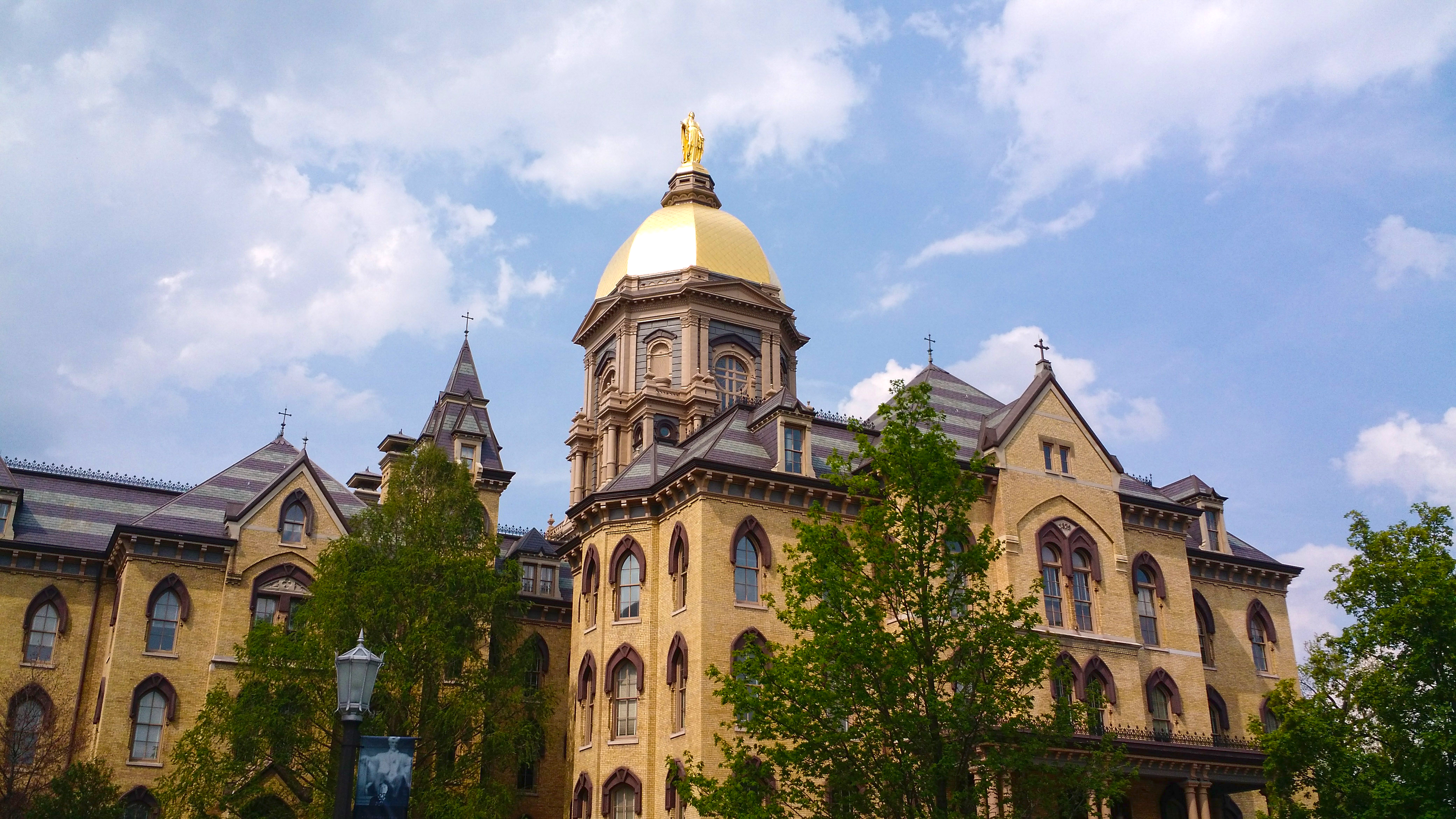
主行政大楼

澳洲聖母大學（英語：University of Notre Dame Australia，缩写）是澳洲的天主教大學，以及該國第2所私立大學。該校是受到聖母大學的激勵而開辦的，可以說兩校有著很深的淵源。
學校主校區位於美麗的港口城市弗里曼特尔，距離伯斯18公里，在西澳州西北部的布鲁姆（Broome）市還有分校。该大学还有八个临床学院，作为其医学院的一部分，分布在悉尼和墨尔本以及新南威尔士州和维多利亚州的地区。
在2019年学生体验调查中，澳大利亚圣母大学的学生满意度在所有澳大利亚大学中排名第二，在所有西澳大利亚州的大学中，学生满意度最高，总体满意度为88分。